# Horama stoneri
Horama stoneri là một loài bướm đêm thuộc phân họ Arctiinae, họ Erebidae.